# 古希臘神廟列表
這裡所陳述的古希臘神廟列表是希臘人由西元前六世紀到西元二世紀之間的神殿建築，這眾多神廟遍佈於希臘大陸以及愛琴海諸島、小亞細亞、西西里島還有義大利等處的希臘城鎮；無論如何，凡是古希臘殖民地必定為希臘文化所及之處，當地一定會建立神廟作為他們的宗教信仰的中心。

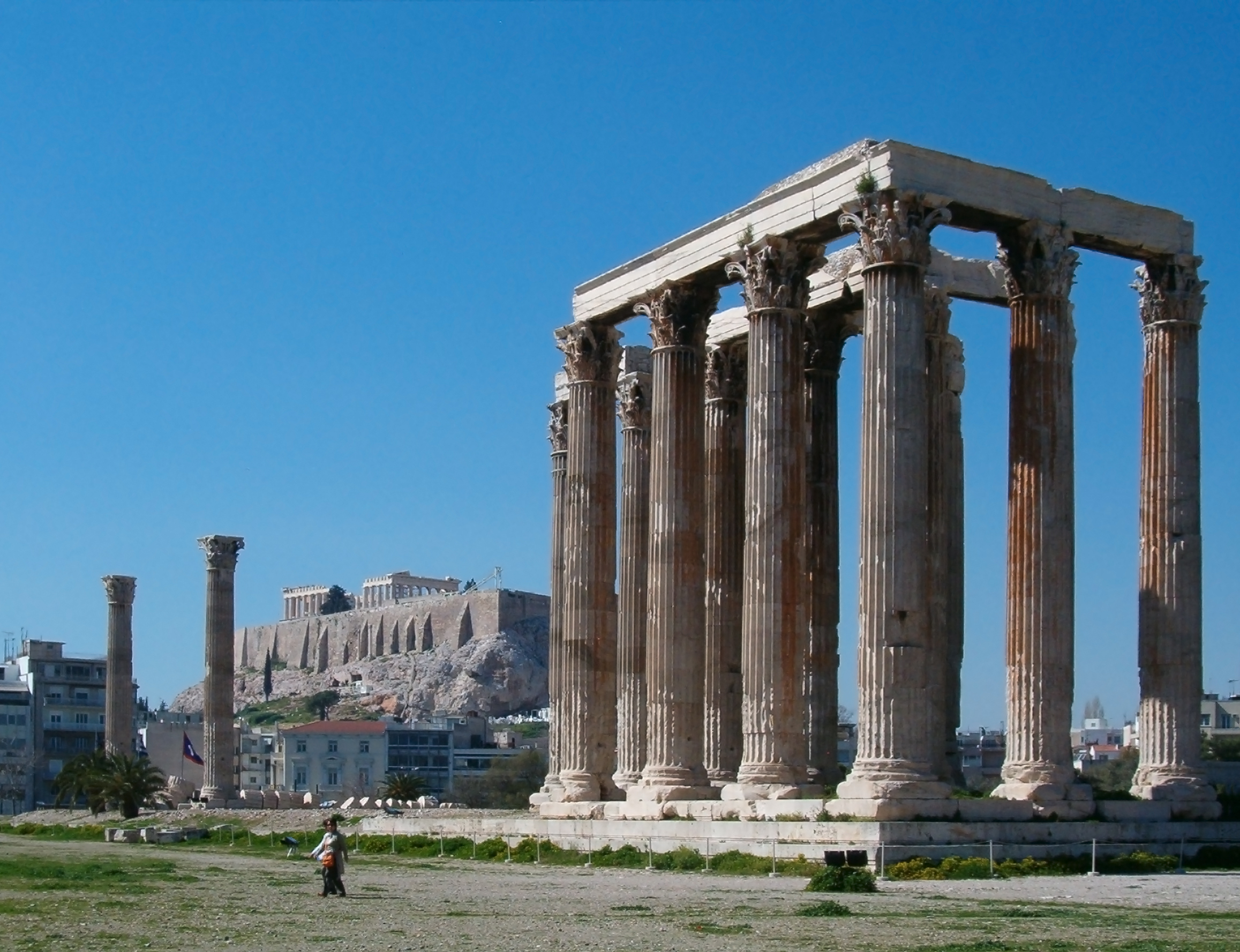
雅典奧林匹斯宙斯神廟（Temple of Olympian Zeus, Athens，公元前174年到公元132年）；以及帕德嫩神廟（Parthenon，公元前447年到公元前432年）的景觀。

古希臘建築有他自己相當標準的規格體系，建造規格是柱梁结构（Post and lintel）。柱樑結構有三種明確的格式：多立克柱式（Doric order），遍及在全希臘、西西里島與義大利，是希臘最早發展的樑柱格式；這款格式的特點是樸實，圓柱巨大但沒有柱礎，以及擁有一個寬闊、樸素的柱頂。圓柱有凹槽設計，但是與其他柱式相比凹槽深度比較不深。愛奧尼柱式（Ionic Order），源自小亞細亞，也成為希臘建築的典範；此柱式特點是柱身纖細、柱子高聳，柱頂造型優雅。愛奧尼柱式高度比例是他的柱礎直徑的9倍（多立克柱式的比例則是5½比1）。柱子的凹槽比較深而且凹槽與凹槽之間的距離接近加上從圓柱平面突起的所謂“帶狀裝飾（fillets）”。圓柱直立於帶有美麗雕飾的柱礎上還有最具特色的象徵在於柱頂刻有雙螺旋紋路裝飾，渦捲式造型被比喻像是牡羊角或是棕櫚樹的葉子。此名為渦形裝飾（volutes）。多立克柱式、愛奧尼柱式是從西元前600年開始發展的。另外加上第三種樑柱是從愛奧尼柱式變化而來且最為瑰麗的科林斯柱式（Corinthian Order），這款柱式在將近西元前450年左右開始發展，這個格式最初只有用於室內設計上，後來逐漸被運用於神廟外觀的裝飾方面。此樑柱乃為三種柱式中質地輕加上雕飾相當美觀的圓柱。他的柱礎與柱頂飾有爵床葉，而且有些時候也會採用玫瑰形花飾（rosettes），加上他們通常會在柱頂邊隅處採用渦形裝飾。還有到了希臘化時期，從西元一世紀起，科林斯柱式開始被廣泛的使用，而古羅馬建築（Ancient Roman architecture）更是大量採用科林斯斯柱式，所以在羅馬時代他幾乎是成為所有柱頂標準規範。
與基督教的教堂對照，基督教的教堂是一個做為宣揚上帝真理與耶穌精神、提供懺悔告解的宗教場所；而古希臘人則是純粹將神廟作為神明的家，但只要屬於宗教性建築都是具有一定的神聖莊嚴之氛圍。每一座希臘神廟都有明確供奉主要祭祀的神祇，例如：希臘各地區的神廟有專門供奉宙斯、赫拉、雅典娜、阿波羅、阿芙洛狄忒的神廟，神廟有個作為倉庫的設施，主要是放置还愿的奉献物。從希臘神廟建立與內部格局的審慎安排可以體現到希臘人對宗教虔誠的態度與信仰認真精神。

## 希臘神廟的職責

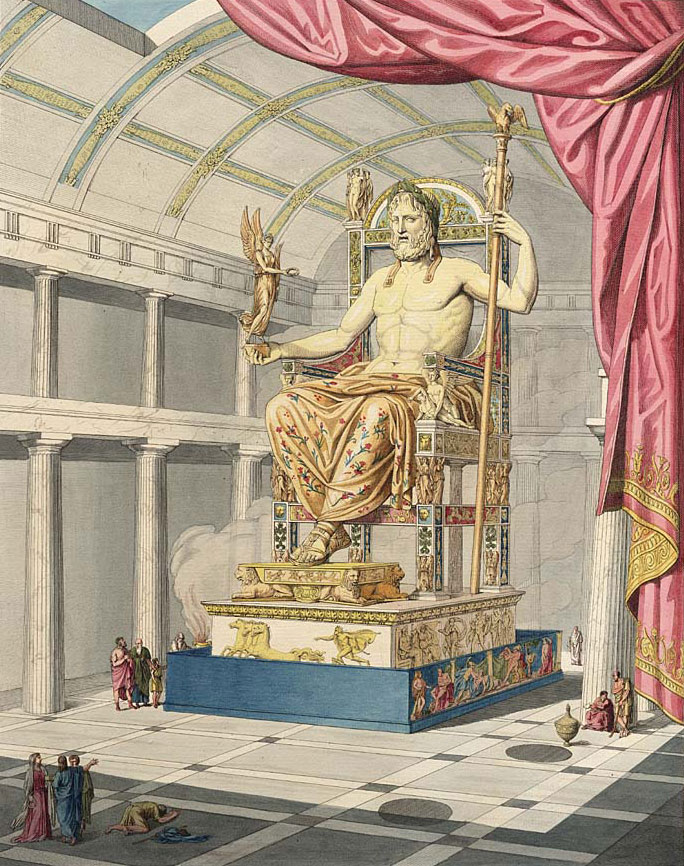
希臘人正在虔誠禮拜宙斯，在古代希臘，宙斯也是象徵君權的神明。

隨著青銅時代的結束，建築史上最偉大的轉折點即將到來。擁有大型廊柱，以及注入如神一般讓人嚮往的恢弘神廟開始出現。這世紀偉大的希臘建築時代慢慢的到來，他在歷史舞台上也成為其他建築學的學習典範。
古代希臘神廟祂的主要意義是人們為神祇（男神與女神）所建立的一個家，因此希臘神廟就是神明的宅邸，屬於神聖莊嚴的場合；人們在這裡敬奉神明並且祈禱神明保佑。古希臘人是宗教虔誠的民族，神廟為他們提供了信仰的寄託。希臘神廟的年代最早可以回溯到久遠的西元前九世紀到西元前八世紀，當時神廟的為小型泥磚造禮拜建築直到西元前六世紀出現巨型雙柱雙柱廊，通常高度達到20米（66英呎），而且随着时间的演進，神廟結構也有很大的改變，目的是要表彰神明的榮耀。
幾乎所有的希臘神廟都面向東方，或者更精確面向一年之中太陽升起的東方之上升點，而且安座於內殿的神像也是面向東方；這樣的設計是有祂們在宗教上的崇高意義，是要讓陽光照耀主要門口與宏偉的祭壇。

### 希臘神廟要點
- 希臘石材建造神廟的設計是傳承自邁錫尼中央大厅（Mycenaean megarons，一個柱廊位於墙角柱间與中央房間）建築，和他們早期木材建造的神廟之規格。有許多裝飾元素，像是三角槽排檔（triglyphs，亦曰為三豎線花紋裝飾），這些由木材建造神廟的視覺設計典範也一起傳承到石材建造神廟設計上。
- 在古風時代，希臘人開始著手發展神廟建築設計的理念。祂包含一間後殿（opisthodomos）與門廊（pronaos），以及由後殿與門廊兩邊所包圍的中央內殿，然而要進入神廟必須經由門廊。神廟中這些房間由圍柱式柱廊所圍繞，古希臘神廟祂是建立在一個擁有二到三級的台階上。
- 多立克柱式乃為希臘最早發展的建築格式。這柱式可從他的圓柱與橫飾帶（frieze）來做辨識。這款柱式沒有基座，柱身中央是隆起的，以及內縮、開口式柱頂。橫飾帶可劃分為三角槽排檔和隴間壁（metopes）。
- 赫拉一世女神廟（The Temple of Hera I）與赫拉二世女神廟（The Temple of Hera II）皆位於義大利的帕埃斯頓（Paestum），兩座神廟規模显示了多立克柱式建築發展規模，從早期階段到豐富精細的裝飾階段，這乃是隨著希臘人開始採用石材建造雄伟盛大之神殿建築後，而一起發展出的藝術裝飾。

## 希臘神殿位址
古代希臘神殿、城邦與供奉神祇：

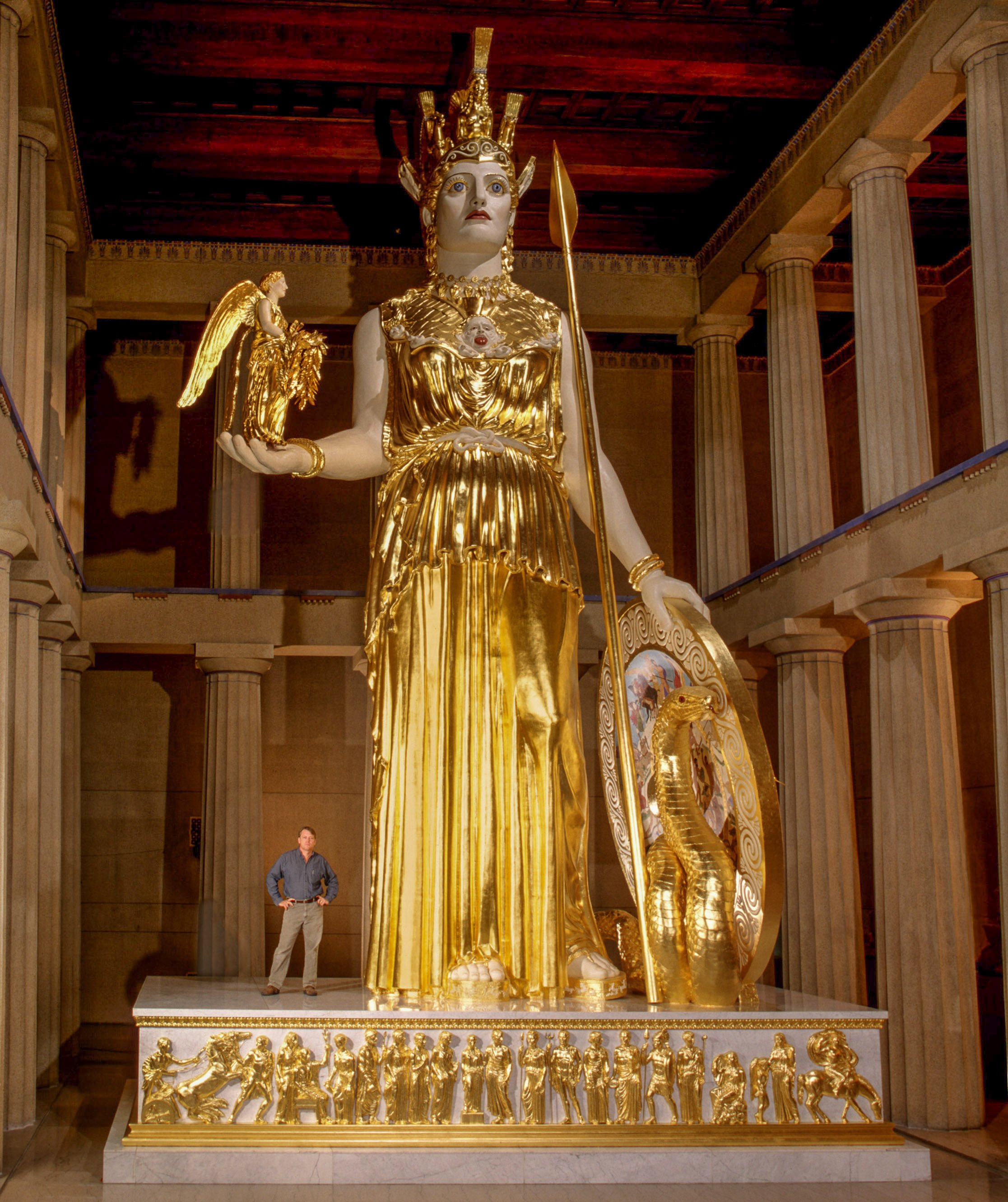
安座於美國田納西州（Tennessee）那許維爾的帕德嫩神廟（Parthenon in Nashville）之雅典娜·帕德嫩（Athena Parthenos）復原神像，高為41呎10吋；為美國雕刻家艾倫‧勒魁里（Alan LeQuire）採用石膏、玻璃纖維、鋼筋，最後飾以金箔所雕塑，重現了雅典娜女神莊嚴的威儀。

古希臘主要的神殿分布圖

- 以弗所（Ephesus） - 供奉女神阿耳忒彌斯。
- 麦西尼（Messene） - 供奉醫神阿斯克勒庇俄斯。
- 温泉关（Thermopylae） - 供奉女神阿耳忒彌斯。
- 羅德斯（Rhodes） - 供奉太陽神赫利俄斯。
- 薩摩斯（Samos） - 供奉赫拉女神。
- 阿古斯（Argos） - 供奉赫拉女神。
- 佩拉（Pella） - 供奉美神阿芙洛狄忒。
- 科斯岛（Cos） - 供奉醫神阿斯克勒庇俄斯。
- 埃皮達魯斯（Epidaurus） - 供奉醫神阿斯克勒庇俄斯，屬於全希臘地區的聖域。
- 特洛伊（Troy） - 供奉雅典娜女神。
- 底比斯（Thebes） - 供奉酒神狄厄尼索斯。
- 米利都（Miletus） - 供奉光明之神阿波羅。
- 狄翁（Dion） - 供奉眾神之王宙斯。
- 提歐斯（Teos） - 供奉酒神狄厄尼索斯。
- 克拉羅斯（Claros） - 供奉光明之神阿波羅與祈求神諭之所，屬於全希臘地區的聖域。
- 林都斯（Lindos） - 供奉雅典娜女神。
- 佩加蒙（Pergamon） - 供奉醫神阿斯克勒庇俄斯。
- 舒尼恩岬（Sounion） - 供奉海神波塞冬。
- 斯特拉托斯（Stratos） - 供奉眾神之王宙斯。
- 麥格尼西亞（英语：Magnesia on the Maeander）（Magnesia） - 供奉女神阿耳忒彌斯，屬於全希臘地區的聖域。
- 巴赛（Bassae） - 供奉光明之神阿波羅。
- 奧羅帕斯（Oropus） - 供奉英雄安菲阿拉俄斯（Amphiaraus）與祈求神諭之所。
- 蒂黛梅斯（Didymes） - 供奉光明之神阿波羅與祈求神諭之所，屬於全希臘地區的聖域。
- 斯巴達（Sparta） - 供奉女神阿耳忒彌斯。
- 奥林匹斯山（Mount Olympus） - 供奉眾神之王宙斯，定期舉辦宗教祭祀活動。
- 薩莫色雷斯島（Samothrace） - 供奉眾神的聖域，屬於全希臘地區的聖域，此處舉行神秘宗教儀式。
- 雅典（Athens） - 供奉雅典娜女神，屬於全希臘地區的聖域。
- 提洛斯（Delos） - 供奉光明之神阿波羅，屬於全希臘地區的聖域。
- 德爾斐（Delphi） - 供奉光明之神阿波羅與祈求神諭之所，屬於全希臘地區的聖域，定期舉辦宗教祭祀活動。
- 多多納（Dodona） - 供奉眾神之王宙斯與祈求神諭之所、希臘聖域。。
- 厄琉息斯（Eleusis） - 供奉得墨忒耳，屬於全希臘地區的聖域，此處舉行神秘宗教儀式。
- 科林斯（Corinth） - 供奉光明之神阿波羅。
- 科林斯地峽（Isthmus of Corinth） - 供奉海神波塞冬，定期舉辦宗教祭祀活動。
- 尼米亞 - 供奉眾神之王宙斯，屬於全希臘地區的聖域，定期舉辦宗教祭祀活動。

### 奧林匹亞聖域格局圖

1：東北方山門（希臘語：Προπύλαια；英語：Propylaea、Propylon）
– 2：市政厅 (古希臘)（Prytaneion，音譯：普里塔內翁）
– 3：腓力的圓形神廟（Philippeion）
– 4：赫拉神廟(奧林匹亞)
– 5：珀罗普斯陵（Pelopion，音譯：派洛皮翁）
– 6：赫羅狄斯·阿提庫斯（Herodes Atticus）水神廟（Nymphaeum，寧芙女神祭壇）
– 7：母神之廟（Metroon，音譯：梅特隆）
– 8：奧林匹亞寶庫
– 9：地窖（為一拱型走道通向田徑場）
– 10：田徑場(奧林匹亞)
– 11：回音女神厄科柱廊（Echo stoa）
– 12：托勒密二世（Ptolemy II）以及阿爾西諾伊二世（Arsinoe II）時代的建築
– 13：赫斯提雅女神柱廊（Hestia stoa）
– 14：希臘化時期的建築
– 15：宙斯神廟
– 16：宙斯祭壇
– 17：亚该亚人（Achaeans）還願處
– 18：梅基多斯（Mikythos）還願處
– 19：帕奧紐斯（Paeonius）奉獻的勝利女神尼刻
– 20：體育館
– 21：角力學校 (奧林匹亞)（Palaestra）
– 22：祭司住房（Theokoleon）
– 23：英雄祠(古希腊)（Heroon）
– 24：菲迪亞斯（Phidias）工藝室與古基督教會堂（Paleochristian Basilica）
– 25：科拉德奧斯（Kladeos）浴場
– 26：希臘浴場
– 27以及28：宿舍
– 29：選手村 (奧林匹亞)（又名奧運村，希臘語：Λεωνίδαιον，英語：Leonidaion，音譯：里奧內達翁）
– 30：南邊浴場
– 31：議事廳（Bouleuterion，音譯：波雷烏特利歐）
– 32：南邊柱廊（South stoa）
– 33：尼祿別墅（Villa of Nero）
寶庫
I：西库翁（Sicyon）
– II：锡拉库萨（Syracuse, Sicily）
– III：埃皮丹那斯（Epidamnus）？
– IV：拜占庭（Byzantium）？
– V：錫巴里斯（Sybaris）？
– VI：昔蘭尼（Cyrene, Libya）？
– VII：尚未確認（學術上）
– VIII：祭壇？
– IX：塞利農特（Selinunte）
– X：米太旁登（Metapontum）
– XI：墨伽拉（Megara）
– XII：傑拉（Gela）

## 專門術語

古希臘神廟格局圖
上方圖列：1、双柱式门廊（distyle in antis），2、四柱式门廊（amphidistyle in antis），3、圓形建築（tholos），4、單面四柱式（prostyle tetrastyle），5、雙面四柱式（amphiprostyle tetrastyle），
下方圖列：6、双排八柱围柱式（dipteral octastyle），7、六柱圍柱式（peripteral hexastyle），8、伪双排柱式六柱式（pseudoperipteral hexastyle），9、伪双排柱式八柱式（pseudodipteral octastyle）。

絕大多數古希臘神廟平面格局都是矩形，而周邊長度是周邊寬度的兩倍，然而也一些顯著的神廟與此不同，像是宏偉的雅典奧林匹斯宙斯神廟祂的周邊長度比周邊寬度長約接近2½倍。而有些神殿結構是屬於圓形建築（tholos）。
小型神廟在25米（約75英呎）以內之範圍，或者直徑在此範圍的圓形建築。最雄偉的神廟在30到60米（約100到200英呎）之間的範圍。在多立克柱式格式的神廟中，其中包含了帕德嫩神廟，祂的規模在60到80米（200到260英呎）之範圍。巨型神廟多採用愛奧尼柱式以及科林斯柱式二種柱式之格式，然而巨型神廟如包含採用多立克柱式的阿格里真托奥林匹亚宙斯神庙（Temple of Olympian Zeus, Agrigento），規模是90到120米（300到390英呎）之間的範圍。
神廟為台階基座或是“柱基平台”（Stylobate，又名柱列座腳）於地平面上所建構起來的宗教建築。最早的典範乃是奧林匹亞宙斯神廟（Temple of Zeus, Olympia），擁有兩級台階，而絕大多數的神廟和帕德嫩神廟一樣，祂們是擁有三級台階，還有古希臘建築特優典範的蒂蒂瑪阿波羅神殿（Temple of Apollo, Didyma），擁有六級台階。建築核心是神廟裡面的石造之“naos”，此即是內殿，乃為莊嚴寧靜的神聖房間，神像安座於此。內殿前方通常會設置門廊或名為“pronaos”，也許又加上還有建立第二個房間或名為“antenaos”，這個房間是作為寶庫或是宗教物品的貯藏室用於保存紀念品與禮品。此房間完全仰賴一個大型入口保持明亮，並且門口裝置一個精緻鍛造的鐵柵欄。有些房間則是設置了天窗以維持神殿內照明。
柱基平台方面，通常是完整環繞著內殿，圓柱成行排列豎立。闡明每一座神廟的具體型式與特點，一般而言有兩個方面：一是描述橫跨入口前方的圓柱數目，再者明確了解神廟的平面格局。
希臘神廟典範：
- 双柱式门廊（Distyle in antis）由平面格局圖描繪出小型神廟前方設置兩根圓柱，此乃設置在“pronaos”或名為門廊的突出壁之間，如座落於拉姆诺斯（Rhamnus）的内美西斯女神（Nemesis）[6]神廟。（參見右上方圖1）[5]
- 雙面四柱式（Amphiprostyle tetrastyle）由平面格局圖描繪出小型神廟圓柱明確的豎立在內殿（naos）外之前後兩邊。Tetrastyle這單字表示4根圓柱意思，如座落於雅典伊利索斯河（Ilissus）諸神廟。（參見右上方圖4）[5]
- 六柱圍柱式（Peripteral hexastyle）由平面格局圖描繪神廟之單列圍柱式圓柱環繞著內殿（naos），以及6根圓柱橫向排列神廟前方，如雅典的提塞翁（Theseion）的赫法伊特翁神殿（Hephaisteion）。（圖7） [5]
- 八柱圍柱式（Peripteral octastyle）由平面格局圖描繪神廟之單列圓柱環繞著內殿（naos），（圖7）以及橫向排列神廟前方的8根圓柱，如雅典的帕德嫩神廟。（圖6與圖9）[5]
- 雙排十柱式（Dipteral decastyle）由平面格局圖描繪於蒂蒂瑪的阿波羅巨大神廟，加上由雙列圓柱圍繞的內殿（naos），（圖6） 以及10根圓柱橫向排列於入口前方。[5]
- 阿格里真托奧林匹斯宙斯神廟，祂的格式名為伪双排柱式七柱式（Pseudo-periteral heptastyle），因為祂所圍繞的柱廊擁有屬於內殿（naos）牆壁的之虛擬（pseudo）[7]性圓柱。（圖8）Heptastyle這單字表示7根圓柱橫向排列於入口前方。[5]

雖然希臘諸神廟建築規格各有不同與各具特色，但凡是做為宗教中心的神廟必定是展現出希臘人對眾神虔誠與禮敬之心。
請注意：
精確的測量是不適用於所有的建築。有些地基其為完好無損並且得到了良好的勘測以便於這些尺寸能夠準確性地陳述出來。對於其他建築的尺寸只能從有限的遺址來做估量。在這些情況下，於單位的轉換方面，測量是要陳述出最接近的整體總數據。有些測量可能原先是使用英呎作單位，對於發表行出版刊物的時候則轉換為採用米（公尺）為單位，然後於本條目文章中轉換為英呎，連同從一些較早期的出版刊物上可以見到這樣細微的差別。

## 希臘、小亞細亞、西西里島與義大利的神廟
排序的做法（依照廊柱列#）：
1. 神廟景觀
2. 依照神廟主神的名稱
3. 依照地區的城鎮（A－希臘，B－小亞細亞〔土耳其〕，C－義大利，D－義大利的西西里島）
4. 依照城鎮古代名稱的原文字母順序
5. 依照座標
6. 依照年代
7. 依照神廟面積規模
8. 依照神廟柱式風格（1－多立克柱式，2－多立克柱式搭配愛奧尼柱式或是科林斯柱式建築元素，3－愛奧尼柱式，4－科林斯柱式）

| 神廟景觀             | 神廟名稱與編號 | 座落位置現代地名                                                     | 古代地名                       | 座標                                          | 年代                                | 規模                                               | 備註（古典建築格式） |
| -------------------- | --- | -------------------------------------------------------------------- | ------------------------------ | --------------------------------------------- | ----------------------------------- | -------------------------------------------------- | --- |
|                      | 01 伊斯米亞神廟 （Temple of Isthmia）                                                                                      | 科林斯 區域範圍：希臘                                                | 科林斯                         | 37°54′57″N 22°59′35″E / 37.91583°N 22.99305°E | 約西元前690年 ～ 西元前650年        | 14.018米 × 40.05米 （45.99英呎 × 131.40英呎）      | 古風時代神廟建築日期的確立是當龐大的建築工程開始在希臘動工為發端，以及從鐵器時代建築到多立克建築這時期所發生的轉變。這也是希臘神廟成為確定形式的重要轉捩點。 |
|                      | 02 阿耳忒彌斯神廟 （Temple of Artemis）                                                                                    | 科孚島 區域範圍：希臘                                                | 科爾庫拉（Corcyra or Korkyra） | 39°36′28″N 19°55′04″E / 39.6077°N 19.917706°E | 約西元前580年                       | 23.46米 × 49.00米 （76.97英呎 × 160.76英呎）       | 多立克伪双排柱式圍柱式（peripteral pseudodipteral）神廟，此座可能是最早令人熟知在柱樑結構上主要是完全採用多立克柱式的神廟。同時，祂是最早令人熟知的完全採用石材建立的多立克柱式神廟。 |
|                      | 03 赫拉神庙 （Temple of Hera）                                                                                             | 古奥林匹亚 區域範圍：希臘                                            | 奧林匹亞                       | 37°38′20″N 21°37′47″E / 37.63877°N 21.62969°E | 約西元前590年                       | 18.75米 × 50.01米 （61.5英呎 × 164.1英呎）         | 多立克六柱圍柱式（peripteral hexastyle）以及側邊各有16根圓柱的建築，在這年代的古典風格神廟側邊長度比祂的寬長很多。此座神廟起初是採用木材與粘土磚在石造地基上所建立而成，加上木製的外柱與內部多柱式建築（hypostyle）的圓柱漸漸的開始改用石材，所以圓柱的建築材料的使用改變相當大。 |
|                      | 04 阿波羅神廟 （The Temple of Apollo）                                                                                     | 科林斯 區域範圍：希臘                                                | 科林斯                         | 37°54′22″N 22°52′45″E / 37.90604°N 22.87916°E | 約西元前540年                       | 21.36米 × 53.30米 （70.1英呎 × 174.9英呎）         | 多立克六柱圍柱式（peripteral hexastyle）神廟側邊各有15根圓柱加上兩個內部房間在一個三級梯状基座（crepidoma）上方。這座神廟規模如同奧林匹亞赫拉神廟規模，但是完全採用石材建造。此神廟原本建造時使用了38根柱子目前保存了7根獨立巨石柱（monolith）。寬廣的柱頭是雕成一個獨立的藝術作品並塗以大理石斯達科（stucco，又稱灰泥）。 |
|                      | 05 阿波羅神廟 （The Temple of Apollo）                                                                                     | 德爾斐 區域範圍：希臘                                                | 德爾斐                         | 38°28′57″N 22°30′05″E / 38.48241°N 22.50145°E | 約西元前510年                       | 23.82米 × 60.32米 （78.1英呎 × 197.9英呎）         | 座落於帕納塞斯山山坡的多立克柱式神廟，乃為神話傳說中的英雄建築師特羅豐尼烏斯（Trophonius）和阿伽墨得斯（Agamedes）所建立的。這裡，乃為第三時期神廟的位址（西元前330年），由斯宾萨斯（Spintharus）、色諾多洛斯（Xenodoros）與阿伽颂（Agathon）建立。並且由普拉亞斯（Praias）與阿德洛屯厄斯（Androsthenes）為神廟雕塑，從早期神廟建築保留六柱式（hexastyle）格式及15根圓柱，以及石灰石結構的門廊。神廟遺址稍微高於祂的地基。 |
|                      | 06 阿法埃婭神廟 （The Temple of Aphaia）                                                                                   | 埃伊納島 （Aegina） 區域範圍：希臘                                   | 埃伊納島                       | 37°45′16″N 23°31′59″E / 37.75448°N 23.53306°E | 約西元前490年                       | 15.5米 × 30.5米 （51英呎 × 100英呎）               | 從埃依納島的東方40（25英里）的雅典之至高點，遠觀多立克柱式神廟。祂擁有六柱圍柱式（peripteral hexastyle）與每一邊各擁有12根圓柱的格局，這裡顯示出神廟的景觀祂的寬度是嚴謹的。這座神廟內部為兩階段多柱式建築（hypostyle）。多立克柱式始終都展現出偉大高雅的風格。陶製屋頂和山形牆（pediment）上的雕塑顯示出在特洛伊城事件之前就已經保存了。沒有發現到隴間壁（metope），研究認為這座神廟的隴間壁應該為木質。 |
|                      | 07 宙斯神廟 （The Temple of Zeus）                                                                                         | 古奥林匹亚 區域範圍：希臘                                            | 奧林匹亞                       | 37°38′16″N 21°37′48″E / 37.63786°N 21.63010°E | 約西元前460年                       | 27.43米 × 64米 （90.0英呎 × 210.0英呎）            | 多立克柱式，建築師：厄利斯（Elis，或譯為艾里斯）的李班。是一座精緻的六柱圍柱式（peripteral hexastyle）神廟加上沿著每一邊各有13圓柱排列，具有古典風格。祂擁有“卓越壯麗”的山形牆雕塑。這場合的石灰岩鋪飾著斯達科，然而雕塑、地磚與排水道材質是大理石以及青銅的建筑装饰座（acroteria）。從西元前448年祂由菲迪亞斯（Pheidias）以克里斯里凡亭（Chryselephantine）技術安座一尊12米（40英呎）高的宙斯神像。 |
|                      | 08 伊利索斯神廟 （The Temple on the Ilissus） ※目前尚未提供神廟遺址的照片                                                  | 雅典 區域範圍：希臘                                                  | 雅典                           | 37°58′06″N 23°43′59″E / 37.96835°N 23.73305°E | 西元前449年                         | 規模約為6米 × 12.8米 （20英呎 × 42英呎）           | 一座小型愛奧尼柱式神廟，建築師：卡利克拉提斯（Callicrates），並且在地理位置上伊利索斯（Ilissus）河的河流穿過雅典城。這座神廟是雙面四柱式（amphi-prostyle tetrastyle）。祂的特點可從小神廟與寶庫看出由建築者向小亞細亞（Asia Minor）建築學習橫飾帶（frieze）圍繞柱頂（entablature）的風格。 |
| Temple of Hephaestos | 09 赫淮斯托斯神廟 （The Temple of Hephaestos）                                                                             | 雅典 區域範圍：希臘                                                  | 雅典                           | 37°58′32″N 23°43′17″E / 37.97556°N 23.72145°E | 西元前449年 ～ 西元前444年          | 13.72米 × 31.77米 （45.0英呎 × 104.2英呎）         | 這座神廟也被名之為提塞翁（Theseion），為一座多立克柱式六柱圍柱式（peripteral hexastyle）神廟以及每一邊各有搭配13根廊柱。祂是一座外觀建築保存最完整的神廟，神廟的東端已經改建為一座肅穆莊嚴的希臘東正教（Greek Orthodoxy or Orthodox church）教堂。祂內部的橫飾帶（friezes）遍及於門廊的兩端以及在迴廊一處保存許多原來的大理石金庫，有些還存有當初豐富的彩繪。 |
|                      | 10 巴賽的阿波羅·伊壁鳩魯神廟 （Temple of Apollo Epikourios at Bassae or The Temple of Apollo Epicurius at Bassae）         | 伊哈利亚 區域範圍：希臘                                              | 巴賽 （Bassae）                | 37°25′47″N 21°54′01″E / 37.42972°N 21.90028°E | 約西元前450年 ～ 西元前425年        | 14.6米 × 38.3米 （48英呎 × 126英呎）               | 建築師為：伊克蒂諾斯（Ictinus），是唯一全部採用多立克、愛奧尼、科林斯建築三種樣式的希臘神廟並且神廟方位是朝向南北方而不是東西方。雖然祂的邊際呈現出標準六柱式（hexastyle）神廟規格，但是祂的寬的很長，與長度比值大約為2.3:1。內部擁有許多非凡的特徵包括獨一無二的愛奧尼柱頂設計，一座主要的科林斯圓柱以及安座一尊非對稱性地的阿波羅神像，由側門面向著晨曦來進行採光照明。 |
| The Parthenon        | 11 帕德嫩神廟 （The Parthenon）                                                                                            | 雅典 區域範圍：希臘                                                  | 雅典                           | 37°58′17″N 23°43′36″E / 37.97146°N 23.72667°E | 西元前447年 ～ 西元前432年          | 30.86米 × 69.5米 （101.2英呎 × 228.0英呎）         | 為一座俯视著雅典衛城（Acropolis of Athens）的多立克柱式神廟。是最為著名的希臘神廟以及在建築學界之中最具影響力的神廟建築。由伊克蒂諾斯（Ictinus）與卡利克拉提斯（Callicrates）協助伯里克里斯（Pericles）所建造的，加上在菲迪亞斯（Pheidias）的監督指導下所進行的裝飾與雕刻。是一座八柱圍柱式（peripetral octastyle）的建築設計，比率大約為4:9。在多柱式建築（hypostyle）的內殿中安座一尊巨大的雅典娜神像。神廟中的第二個房間，名為帕德嫩（parthenon）或貞女室（virgins' chamber）乃由四根高聳的愛奧尼式圓柱所建構的。雖然包含在山形牆與隴間壁（metope）中外觀上的最高典範（High Classical）之雕刻是屬於多立克風格藝術，但是圍繞在內殿外牆的橫飾帶（frieze）卻是屬於愛奧尼風格藝術。這座神廟在祂遭遇到幾件重大的破壞事件之前，神廟相對的是被完整保存到十八世紀。神廟的許多的雕刻裝飾現今珍藏於大英博物館（British Museum）。 |
|                      | 12 舒尼恩岬的波塞冬神廟 （The Temple of Poseidon at Cape Sounion）                                                         | 舒尼恩 （Sounion） 區域範圍：希臘                                    | 舒尼恩岬 （Cape Sounion）      | 37°39′01″N 24°01′28″E / 37.65023°N 24.02445°E | 西元前444年 ～ 西元前440年          | 13.47米 × 31.12米 （44.2英呎 × 102.1英呎）         | 祂是一座屬於多立克六柱圍柱式（peripteral hexastyle）神廟建築，採用纖細的圓柱（6.12米）加上纖細的長度為祂的寬度兩倍多正好呈現出完美的古典比例和象徵，與帕德嫩神廟與位於帕埃斯頓的波塞冬神廟一樣，屬於多立克式的最高級的精緻藝術表現。祂的橫飾帶（frieze）遺跡描繪著英雄忒修斯（Theseus）與《臘皮斯人與半人馬之爭戰》（Battle of Lapiths and Centaurs）的故事仍然還保存著。 |
|                      | 13 內美西斯神廟 （The Temple of Nemesis）                                                                                  | 馬拉松 （Marathon） 區域範圍：希臘                                   | 拉姆諾斯 （Rhamnous）          | 38°13′03″N 24°01′37″E / 38.21760°N 24.02689°E | 西元前436年 ～ 西元前432年          | 10.05米 × 21.4米 （33.0英呎 × 70.2英呎）           | 多立克六柱式（hexastyle）神廟加上兩側各有12根圆柱，而每根圆柱左邊是無凹槽以及柱座（stylobate）尚未完成。 |
|                      | 14 雅典娜·尼刻神廟 （The Temple of Athena Nike）                                                                           | 雅典 區域範圍：希臘                                                  | 雅典                           | 37°58′17″N 23°43′31″E / 37.97152°N 23.72514°E | 西元前427年                         | 規模約為5.5米 × 8米 （18英呎 × 26英呎）            | 愛奧尼柱式神廟也被稱為“尼刻雅博特蘿絲”（Nike Apteros，无翼的胜利女神），建築師：卡利克拉提斯。一座小型雙面四柱式（amphi-prostyle tetrastyle）神廟，祂是建築在靠近於雅典衛城的山門。1687年這座神廟被拆除了並且該石材被再使用於土耳其的防禦工事上，但是在1836年石材被追回並且重新裝回神廟上。 |
|                      | 15 厄瑞克提翁神庙 （The Erechtheion）                                                                                      | 雅典 區域範圍：希臘                                                  | 雅典                           | 37°58′19″N 23°43′35″E / 37.97206°N 23.72652°E | 西元前421年 ～ 西元前405年          | 規模約為11.5米 × 22.85米 （37.7英呎 × 75.0英呎）   | 位在雅典衛城愛奧尼柱式神廟是為了奉獻給雅典娜·波麗亞斯（Athena Polias）得，乃城邦之守護神；這也與波塞冬與厄瑞克透斯（Erechtheus）的故事有關。建築師：穆内西克莱斯（Mnesicles）。該建築是極不規範，因為有侵犯聖地兩側，並且導致地面急驟陷落。祂主要的部分是一座雙面四柱式（amphi-prostyle hexastyle）的宗教建築連同祂的門廊（portico）通往東邊並且圍繞著黑色石灰岩的橫飾帶先前伴隨的大理石浮雕裝飾。這座神廟有三個房間，這最大的一間是奉獻給雅典娜女神得並且入門參訪要經過東方的門廊（portico）。北方的走廊（porch）為四柱式（tetrastyle）兩個隔间深並且包含一座保存狀態良好的大型門口。南邊的走廊（porch）擁有六尊女像柱（caryatids，7英呎9吋高）承托柱頂（entablature）。 |
|                      | 16 雅典娜圓形神廟 （The Tholos of Athena）                                                                                 | 德爾斐 區域範圍：希臘                                                | 德爾斐                         | 38°28′57″N 22°30′05″E / 38.48241°N 22.50145°E | 約西元前400年                       | 直徑：14.76米 （48.4 英呎）                        | 一座圓形神廟或寶庫由福西亚（Phocaea）的狄奧多圖斯（Theodorus）所建造其創建了圓形神廟的建築典範。一個早期多立克式外觀與科林斯式內景在一起的範例。這座神廟外部與內部分別擁有20根與10根圓柱。 |
|                      | 17 阿斯克勒庇俄斯神廟 （The Temple of Asclepius） ※左方為神廟之前景                                                        | 埃皮達魯斯 （Epidaurus or Epidauros） 區域範圍：希臘                 | 埃皮達魯斯                     | 37°35′55″N 23°04′28″E / 37.59850°N 23.07433°E | 約西元前380年                       | 規模約為80米 × 43米 （262英呎 × 141英呎）          | 多立克六柱式（hexastyle）宗教建築與在兩側各有11根圓柱，建築師：狄奧多圖斯（Theodotus）。祂擁有提莫塞烏斯（Timotheos）所作的山形牆雕刻，包含小雕像形式的山牆飾物（acroteria）。而對於這座神廟的損耗評估為倖存。 （圖片：這座神廟遺址的地基是位在前景。這些圓柱是屬於患者柱廊（Stoa of the Sick）的一部分並標示著專屬於醫神阿斯克勒庇俄斯的區域。） |
|                      | 18 波留克列特斯圓形神廟 （The Tholos of Polycleitus）                                                                      | 埃皮達魯斯 （Epidaurus or Epidauros） 區域範圍：希臘                 | 埃皮達魯斯                     | 37°35′54″N 23°04′26″E / 37.59835°N 23.07398°E | 約西元前350年                       | 直徑：21.95米（72.0英呎）                          | 一座圓形神廟或寶庫，由二十六根多立克柱式圓柱包圍並且內部擁有14根科林斯圓柱。 |
|                      | 19 腓力的圓形神廟 （The Philippeion）                                                                                      | 古奥林匹亚 區域範圍：希臘                                            | 奧林匹亞                       | 37°38′19″N 21°37′45″E / 37.63863°N 21.62916°E | 西元前339年                         | 直徑：16米（52英呎）                               | 愛奧尼圓形建築（tholos）神廟，擁有18根外部愛奧尼圓柱以及9根內部科林斯圓柱，建築師：萊奧卡雷斯（Leochares），祂是建立來紀念馬其頓腓立二世與他的家人。 |
|                      | 20 提洛斯的阿波羅神廟 （The Delian Temple of Apollo）                                                                      | 提洛斯 （Delos） 區域範圍：希臘                                      | 提洛斯                         | 37°24′02″N 25°16′01″E / 37.40058°N 25.26708°E | 西元前470年 ～ 約西元前300年        | 規模約為13米 × 30米 （43英呎 × 98英呎）            | 多立克六柱圍柱式（peripteral hexastyle）的神廟建築與在兩側各有13根圓柱…連同其他神廟建築於提洛斯的聖所或者是聖域之內。祂的建成被推遲了。整個所在地是一個破壞零落的狀態並且神廟保存除了梯狀基座（crepidoma）的外面部分之外少量建築仍保存著。 |
|                      | 21 阿波羅神廟 （The Temple of Apollo）                                                                                     | 锡拉库萨 （Syracuse） 區域範圍：義大利的西西里島                     | 锡拉库萨                       | 37°03′50″N 15°17′35″E / 37.06394°N 15.29297°E | 西元前565年                         | 21.57米 × 55.33米 （70.8英呎 × 181.5英呎）         | 多立克六柱圍柱式（peripteral hexastyle）的神廟建築與沿著每一側邊各有17根圓柱排列並且加設一排圓柱行列在東端。位在兩邊的圓柱是彼此非常的接近。 |
|                      | 22 奧林匹亞宙斯神廟 （The Temple of the Olympian Zeus）                                                                    | 雅典 區域範圍：希臘                                                  | 雅典                           | 37°58′10″N 23°43′59″E / 37.96934°N 23.73310°E | 西元前600年 ～ 西元200年            | 44.35米 × 110.5米 （145.5英呎 × 362.5英呎）        | 一座巨大的科林斯柱式神廟，建築師：柯苏蒂乌斯（Cossutius）。由安條克四世（Antiochus Epiphanes）建造做為贈與雅典並且分3期建設完成。祂是雙排八柱圍柱式（dipteral octastyle）並且祂的寬度長在風格上說脫離很多早期古風時期（Archaic period）的形式。祂在每一側各擁有20根圓柱並且在門廊（porticos）有三行圓柱列，總共104根圓柱，（直徑：1.9米直徑，高度：17米高）（6英呎4英吋；56英呎）。在這座神廟竣工之前有些圓柱被運往羅馬用於在卡比托利歐山的朱庇特神廟（Temple of Jupiter Capitolinus）的建材，祂們對羅馬建築產生了深遠的影響。祂是由哈德良（Hadrian）建成竣工並奉獻，在祂開始建築之後超過638年才完成。只有15根圓柱保存著。 |
|                      | 23 塞利農特“C”神廟 （Selinunte Temple ）                                                                                   | 卡斯特爾韋特拉諾 （Castelvetrano） 區域範圍：義大利的西西里島        | 塞利農特 （Selinunte）         | 37°34′59″N 12°49′31″E / 37.58316°N 12.82528°E | 約西元前550年                       | 23.93米 × 63.76米 （78.5英呎 × 209.2英呎）         | 其中一組的多立克柱式神廟座落於位在塞利農特的特衛城或是“西部神廟群”。（全景）祂對於在錫拉庫薩的阿波羅神廟建築規模有相似性之處。祂是一座六柱圍柱式（peripteral hexastyle）神廟伴隨著在兩側各有17根圓柱且在東端有加設一行圓柱。如同其他神廟一般在這個場所祂有設立第二間房間，唯一易於進入參訪只有從內殿（naos）方可，其內部空間窄並且沒有內部的圓柱列。這裡的過道（aisles）相对地會比較寬敞。從這座神廟的隴間壁（Metopes）上展示出古风时代（Archaic）海克力斯的豐功偉蹟（Labours of Hercules）之雕塑，這件偉大的雕塑目前巴勒莫（Palermo）珍藏於國家博物館。 |
|                      | 24 赫拉一世女神廟 （The Temple of Hera I）                                                                                 | 帕埃斯頓 （Paestum） 區域範圍：義大利                                | 帕埃斯頓                       | 40°25′10″N 15°00′19″E / 40.41932°N 15.00536°E | 約西元前530年                       | 24.26米 × 59.98米 （79.6英呎 × 196.8英呎）         | 最早的多立克柱是神廟之一為大致上保存的充份完整的神廟。也被稱為“巴西利卡（the Basilica）”建築，祂是一座很稀有的宗教建築將9根圓柱橫跨前方，在每一側各有18根圓柱以及一行圓柱沿著內殿（naos）中心排列；其中為九柱圍柱式（peripteral enneastyle）的設計。祂的圓柱具有非常明顯的圓柱收分曲線（entasis，紡錘型）還有扁平膨出的柱頭（capitals）。 |
|                      | 25 赫拉神廟 （The Temple of Hera）， 亦名“E”神廟。                                                                         | 卡斯特爾韋特拉諾 （Castelvetrano） 區域範圍：義大利的西西里島        | 塞利農特 （Selinunte）         | 37°35′12″N 12°50′05″E / 37.58662°N 12.83480°E | 西元五世紀                          | 24.26米 × 59.98米 （79.6英呎 × 196.8英呎）         | 位在塞利農特所保存最好的多立克柱式神廟，祂是座落在東部的神廟群之中與“F”神廟和“G”神廟在一起。祂是一座六柱圍柱式（peripteral hexastyle） 神廟與位在每一側各有15根圓柱，寬敞的過道（aisles）以及寬闊的第一層台階到柱基平台（stylobate）…祂具有一個長而窄的內殿（naos）並且內部的房間與在塞利農特的其他神廟一樣但是位在兩端具有希臘風格的內側門廊在其中。 |
|                      | 26 塞利農特“F”神廟 （Selinunte Temple ）                                                                                   | 卡斯特爾韋特拉諾 （Castelvetrano） 區域範圍：義大利的西西里島        | 塞利農特 （Selinunte）         | 37°35′14″N 12°50′06″E / 37.58727°N 12.83492°E | 西元前五世紀                        | 24.23米 × 61.83米 （79.5英呎 × 202.9英呎）         | 多立克六柱式（hexastyle）神廟伴隨位在每一側各有14根圓柱。這些圓柱看来像是已經具有一面低的护墙在祂們之間連接著。在其他方面祂非常類似塞利農特“C”神廟，具有寬敞的過道（aisles），一道深深的柱廊走廊（porch）與一間長而窄的內殿（naos）連同第二間房間在一起。祂位在塞利農特東部神廟所在地，座落於“E”與“G”神廟之間。祂已經處在廢墟的狀態中了。 |
|                      | 27 阿波羅大神廟 （The Great Temple of Apollo）， 亦名“G”神廟。                                                             | 卡斯特爾韋特拉諾 （Castelvetrano） 區域範圍：義大利的西西里島        | 塞利農特 （Selinunte）         | 37°35′17″N 12°50′06″E / 37.58819°N 12.83491°E | 約西元前520年 ～ 西元前450年        | 50.10米 × 110.36米 （164.4英呎 × 362.1英呎）       | 多立克八柱圍柱式（peripteral octastyle）神廟與在兩邊各有18根圓柱，位在塞利農特東部的神廟群，同“E”與“F”神廟在一起。祂正是在這個地點最大的神廟並沒有竣工。祂現在整體的是成為廢墟的狀態。一項抱負不凡之出眾的宗教建築設計，擁有一個豎起兩個層級的柱基平台（stylobate）加上足夠寬度的過道（aisles）表明若不是第二行的圓柱是預期要這樣設立得，便即是西西里的建築師所建立得，他們與希臘大陸的建築同業者不同，採用桁架屋頂，祂柱廊內部的走廊（porch）做在側面，連同前方的圓柱，所以這座神廟建築格式可以名之為“偽雙排柱式（pseudo-dipteral）”神廟。這神廟內殿（cella）裡面有兩行圓柱，於兩個台階中豎起，相較於外部的柱廊是屬於非常精緻的規模。 |
|                      | 28 雅典娜神廟 （The Temple of Athena）                                                                                     | 帕埃斯頓 （Paestum） 區域範圍：義大利                                | 帕埃斯頓                       | 40°25′28″N 15°00′20″E / 40.42451°N 15.00545°E | 約西元前510年                       | 14.54米 × 32.88米 （47英呎8英吋 x 107英呎10英吋）  | 也稱為得墨忒耳神廟，一座多立克六柱圍柱式（peripteral hexastyle）宗教建築在兩個側邊各附有十三根圓柱，祂被建立成擁有如同位在蘇尼恩（Sunion）的波塞冬神廟一般規模的多立克理念（Doric ideal）這樣的宗教建築。神廟的圓柱具有显著的卷殺（entasis）並且祂的柱頭（capitals）大而寬得。這座神廟具有許多的愛奧尼柱式特徵，包括祂內部走廊（porch）的圓柱以及蔓延在楣樑（architrave）還有典型的多立克式三角槽排檔（triglyphs）與隴間壁（metopes）橫飾帶之間的造型。 |
|                      | 29 奧林匹亞宙斯神廟 （The Temple of the Olympian Zeus, Agrigento）                                                         | 阿格里真托 （Agrigento） 區域範圍：義大利的西西里島                  | 阿克拉戈斯 （Akragas）         | 37°17′27″N 13°35′04″E / 37.29082°N 13.58441°E | 約西元前510年 ～ 西元前409年        | 52.75米 × 110米 （173.1英呎 × 360.9英呎）          | 多立克伪双排柱式（pseudoperipteral）宗教建築連同七根連結的柱子（高度：大約17米）（56英呎）前列柱子與阿特拉斯柱壁（Atlantes，高度：6米）（20英呎）（左圖所示）兩者之間交叉著。該建築的粗糙的外觀石頭被塗上大理石斯達科（stucco，灰泥）。 |
|                      | 30 雅典娜神廟 （The Temple of Athena）                                                                                     | 锡拉库萨 （Syracuse） 區域範圍：義大利的西西里島                     | 锡拉库萨                       | 37°03′35″N 15°17′37″E / 37.05965°N 15.29354°E | 西元前480年                         | 22米 × 55米 （72英呎 × 180英呎）                   | 多立克六柱式（hexastyle）的設計與在兩側各立有14根圓柱。該建築結構部分已合併為錫拉庫薩大教堂（Siracusa Cathedral）之中。由教會來接手教化世人的神聖職責。 |
|                      | 31 赫拉·拉希尼雅神廟 （The Temple of Hera Lacinia）                                                                        | 阿格里真托 （Agrigento） 區域範圍：義大利的西西里島                  | 阿克拉戈斯 （Akragas）         | 37°17′19″N 13°36′00″E / 37.28860°N 13.60013°E | 約西元前460年                       | 16.89米 × 38.13米 （55.4英呎 × 125.1英呎）         | 古代偉大的阿格里真托城市之東南方的多立克柱式神廟建築，與康考迪亞神廟（the Temple of Concord），奧林匹亞的宙斯神廟（the Temple of Zeus Olympias）以及數座其他的神廟，皆位於一處被名為神殿之谷（Valle dei Templi）的地區。 |
|                      | 32 波塞冬神廟 （The Temple of Poseidon）                                                                                   | 帕埃斯頓 （Paestum） 區域範圍：義大利                                | 帕埃斯頓                       | 40°25′12″N 15°00′19″E / 40.41997°N 15.00530°E | 約西元前460年                       | 18.25米 × 60.35米 （59.9英呎 × 198.0英呎）         | 多立克柱式，保存最好的神廟之一，顯示出一座設計概念上的整合這是在希臘業以廣布發展的一個“理想类型（ideal type）”之趨向。祂是一座六柱式（hexastyle）神廟伴隨具有相當厚實的圓柱（8.85米高）（29英呎）以及多柱式建築（hypostyle）的內殿（naos） 在兩個台階中豎起。（還有認為這一直是赫拉〔Hera〕專有的神廟） |
|                      | 33 协和神庙 （The Temple of Concordia or The Temple of Concord）                                                           | 阿格里真托 （Agrigento） 區域範圍：義大利的西西里島                  | 阿克拉戈斯 （Akragas）         | 37°17′23″N 13°35′31″E / 37.28963°N 13.59202°E | 約西元前430年                       | 16.92米 × 39.42米 （55.5英呎 × 129.3英呎）         | 多立克柱式神廟（阿格里真托“F”）是一座保存得非常完好的六柱圍柱式（peripteral hexastyle）神廟建築，在每一邊各擁有13根圓柱，以及在阿格里真托的神殿之谷神廟群是完全屬於希臘風格得。 |
|                      | 34 塞吉斯塔神廟 （The Temple at Segesta）                                                                                  | 卡拉塔菲米塞吉斯塔 （Calatafimi-Segesta） 區域範圍：義大利的西西里島 | 塞吉斯塔 （Segesta）           | 37°56′29″N 12°49′57″E / 37.94147°N 12.83239°E | 約西元前424年                       | 21米 × 56米 69英呎 × 184英呎                       | 多立克六柱圍柱式（peripteral hexastyle）設計，是具有特殊的無槽圓柱其矗立在兩個台階的矩形柱基（plinths）上面。此外祂沒有內殿（cella）的牆壁。這些特徵可能表明該建築被半途而廢，然而祂已被意味著並無內殿的意思。 |
|                      | 35 古風時代的阿耳忒彌斯神廟 或名為古老的阿耳忒彌斯神廟 （The Archaic Temple of Artemis） ※左方照片為失落神廟之復原建築型式 | 塞爾丘克 （Selçuk） 區域範圍：小亞細亞（土耳其）                     | 以弗所 （Ephesus）             | 37°56′59″N 27°21′50″E / 37.94968°N 27.36381°E | 約西元前560年， 失落於西元前356年。 | 總面積為50米 × 110米 （規模約為170英呎 × 360英呎） | 古代世界七大奇蹟之一，在古蹟中名列第四的神廟。他大概是一座雙排八柱圍柱式（dipteral octastyle）設計，圓柱最多具有48個槽紋，以及一種形形色色的設計在愛奧尼柱頭（capital）上其每個柱頭皆3米寬（10英呎）。這每一根圓柱下方部分有环绕图像的橫飾帶（frieze）並且矗立在一個深深模壓的環面還有，這裡第一次的使用，矩形柱基是成為古典建築的採納特徵。神廟於西元前356年被燒毀並且又重建。 |
|                      | 36 赫拉神廟 （Heraion of Samos or The Temple of Hera, Samos）                                                              | 薩摩斯島 （Samos） 區域範圍：希臘                                    | 薩摩斯島                       | 37°40′19″N 26°53′08″E / 37.67190°N 26.88556°E | 約西元前540年                       | 52.45米 × 108.6米 （172.1英呎 × 356.3英呎）        | 愛奧尼柱式神廟，建築師：罗伊科斯（Rhoikos）與薩摩斯的泰奧多勒斯（Theodoros of Samos），双排柱围廊式（dipteral）之設計，具有兩行8根圓柱在東端以及兩行9根圓柱在西端還有在每一側邊各有24根圓柱…祂是最早期特別大的愛奧尼柱式神廟建造的地點，後來遭到大火焚毀。祂這座神廟是類似的設計，並且早期神廟圓柱的柱礎仍保留在祂的地基之內。 |
|                      | 37 阿耳忒彌斯神廟 （The Temple of Artemis）                                                                                | 塞爾丘克 （Selçuk） 區域範圍：小亞細亞（土耳其）                     | 以弗所 （Ephesus）             | 37°56′59″N 27°21′50″E / 37.94968°N 27.36381°E | 約西元前356年                       | 64.3米 × 119.175米 210.96英呎 × 390.99英呎         | 愛奧尼柱式神廟，建築師：德米特里厄斯（Demetrius）和以弗所的帕奧紐斯（Paeonius of Ephesus）；雕刻家：斯科帕斯（Scopas）。泛愛奧尼亞節（Pan-Ionian festival）的中心。第五座神廟的座落位置，祂的正面是雙排八柱圍柱式（dipteral octastyle），與這圓柱之間的間距增大朝向中央的場地，此神廟的石过梁（stone lintel）（高度：1.2米；4英呎）全橫跨間距為8.5米（28英呎）。位於神廟後方，這一座神廟擁有9根圓柱。此神廟的柱基平台（stylobate）是建築在高的梯狀基座（crepidoma）（高度：2.75米；9英呎）上面。愛奧尼克柱頭較之古老的神廟而言寬度稍微小巧些，以及這些廊柱擁有整齐的24個凹槽。這似乎已經介紹了在這座神廟的特徵是立方體的台座在圓柱和祂的矩形柱基之間。柱頂（entablature）形式，像其他小亞細亞的神廟一樣，並無橫飾帶（frieze）之設置。                                                                                      |
|                      | 38 雅典娜·波麗亞斯神廟 （The Temple of Athena Polias）                                                                     | 瑟凱 （Söke） 區域範圍：小亞細亞（土耳其）                           | 普里埃内 （Priene）            | 37°39′34″N 27°17′47″E / 37.65932°N 27.29646°E | 約西元前334年                       | 19.5米 × 37.2米 （64英呎 × 122英呎）               | 愛奧尼柱式神廟，建築師：普里埃内的皮西亚斯（Pythius of Priene），六柱圍柱式（peripteral hexastyle）的神廟，祂的比例而言约莫為1:2。他的圓柱（高度：11.45米，相當於37英呎6英吋）支撐在柱基上。如同許多小亞細亞其他的愛奧尼柱式神廟一樣，這座神廟沒有橫飾帶（frieze）。 |
|                      | 39 阿耳忒彌斯 – 西貝萊神廟 （The Temple of Artemis – Cybele）                                                              | 薩爾特 （Sart） 區域範圍：小亞細亞（土耳其）                         | 薩第斯 （Sardis）              | 38°28′45″N 28°01′53″E / 38.47921°N 28.03128°E | 約西元前325年                       | 48.78米 × 91.44米 （160.0英呎 × 300.0英呎）        | 最大的愛奧尼柱式神廟之一。祂是屬於雙排八柱圍柱式（dipteral octastyle），連同祂的入口通到西面。祂是尚未完成的建築，關於這座神廟進一步的建設約在西元前275年進行並且是由羅馬人竣工。除了地基之外地面上的設置所剩無幾，兩根完整圓柱和幾個門柱（stumps）。 |
|                      | 40 阿波羅·蒂蒂梅烏斯神廟 （The Temple of Apollo Didymaeus）                                                                | 巴拉特 （Balat） 區域範圍：小亞細亞（土耳其）                        | 米利都 （Miletus）             | 37°23′05″N 27°15′23″E / 37.38486°N 27.25639°E | 西元前313年 ～ 西元41年             | 45.75米 × 109.45米 （150.1英呎 × 359.1英呎）       | 愛奧尼柱式神廟並帶有早期科林斯式特徵，建築師：以弗所的帕奧紐斯（Paeonius）與米利都的達夫尼斯（Daphnis）。這乃為雙排十柱式（dipteral decastyle）得神廟與在每一側各有21根圓柱，對照位在以弗所的阿耳忒彌斯巨大神廟是沒有相差多少得。祂以約250年的光陰在作建設但是卻從未竣工。該內殿（naos）從來沒有盖屋顶，但是保留一座下沉式庭院其中有一個神龕安座一尊阿波羅神像。這座神廟大門兩側以連結著圓柱及早期科林斯式柱頭（capitals）的範例在一起。 |
|                      | 41 狄俄倪索斯神廟 （The Temple of Dionysus）                                                                               | 色阿哲克 （Sığacık） 區域範圍：小亞細亞（土耳其）                    | 提歐斯 （Teos）                | 38°10′38″N 26°47′06″E / 38.17723°N 26.78502°E | 西元前193年                         | 18.5米 × 35米 （61英呎 × 115英呎）                 | 愛奧尼柱式神廟，建築師：普里埃內的赫莫傑尼斯（Hermogenes of Priene），乃為一座六柱圍柱式（peripteral hexastyle）在兩側各擁有11根圓柱。圓柱設置在柱基上以及這座神廟擁有狄俄倪索斯場景的橫飾帶（frieze）。 |

## 延伸閱讀
- 古希臘建築
- 古希臘神廟
- 古希臘神話圖像列表
- 古希臘藝術
- 希臘文化
- 希臘羅馬屋頂列表（英语：List of Greco-Roman roofs）
- 古希臘建築文獻（英语：List of ancient architectural records）
- 希臘科技
- 希臘劇院
- 希臘復興式建築